# Palladio Film
Palladio Film ist eine internationale Filmproduktionsgesellschaft mit Sitz in Köln. Das Unternehmen wird in der Form einer GmbH & Co. KG geführt.
Der Name der Gesellschaft wurde durch den berühmten italienischen Architekten Andrea Palladio inspiriert. Niko von Glasow sagt, dieser sei mit seiner strukturellen Arbeit verantwortlich für die "Renaissance der Renaissance". Palladianische Architektur ist bekannt für ihre Kolossalordnung.

## Geschichte
Palladio Film wurde 1990 von Niko von Glasow gegründet und hat sich darauf spezialisiert, qualitativ hochwertige Spielfilme und Dokumentationen zu produzieren. Ende 2005 wurde Palladio Films Ltd. in London gegründet mit dem Schwerpunkt der Entwicklung und Produktion englischsprachiger Filmprojekte. Während von Glasow die Firma von der Londoner Niederlassung aus steuert, wird das Kölner Büro seit dem Sommer 2007 von Ewa Borowski geleitet.

## Produktionen (Auswahl)
- Edelweisspiraten
- Elke Heidenreich – eine Dokumentation
- Winterschläfer (Koproduzent)